# أوتو هيرشفلد
أوتو هيرشفلد (بالألمانية: Otto Hirschfeld) (و. 1843 – 1922 م) هو مؤرخ الفن، وعالم آثار، ومؤرخ، وأستاذ جامعي ألماني، ولد في كونيغسبرغ، وكان عضوًا في الأكاديمية البروسية للعلوم، والأكاديمية النمساوية للعلوم، توفي في برلين، عن عمر يناهز 79 عاماً.

## التعليم
تعلم في جامعة غوتينغن، وجامعة بون، وجامعة كونيغسبرغ.